# Турзин
Турзин (так же Львовский № 3) — село в Лакском районе Дагестана. Входит в сельское поселение сельсовет Кубинский. До 2002 года часть села под названием Львовский № 3 входила в состав Львовского сельсовета Бабаюртовского района, которое являлось правопреемником бывшей немецкой колонии Тальма.

## Географическое положение
Расположено на территории Бабаюртовского района, в 40 км к юго-востоку от села Бабаюрт, у федеральной трассы Астрахань-Махачкала, на канале Тальма.

## История
В 1901 году на земле приобретенной у братьев Львовых (1040 десятин), немцами-меннонитами, переселенцами из Подднепровья, была основана колония Тальма № 3. Во время гражданской войны колония подверглась разграблению, а большая часть населения покинула его. На основании секретного постановления ГКО № 827 «О переселении немцев из Дагестанской и Чечено-Ингушской АССР» от 22 октября 1941 года все немцы Дагестана, в том числе и колонии Тальма, были выселены в Сибирь и Казахстан. В 50-е годы XX века земли бывшей колонии были переданы под зимние пастбища Лакского района. Указом ПВС. ДАССР от 23.02.1972 года на территории Бабаюртовского района, на землях закрепленных за колхозом «Искра» зарегистрированы населённые пункты: Турзин и Львовский № 3.

## Население
| 1989 | 2008 | 2010 | 2021 |
| ---- | ---- | ---- | ---- |
| 306  | ↗385 | ↗415 | ↗455 |